# Werbellinsee
De Werbellinsee is een meer in het Duitse district Barnim in deelstaat Brandenburg, ongeveer 50 km ten noorden van Berlijn. Het meer ligt zo'n 3 km ten oosten van de Bundesautobahn 11.
Aan het meer liggen de plaatsen Joachimsthal, Altenhof en Eichhorst (gemeente Schorfheide).
In het noorden is het meer door een smalle landstrook gescheiden van de Grimnitzsee.

## Video
| (video) | \| \| |
|         |       |